# Villers-Saint-Frambourg-Ognon
Villers-Saint-Frambourg-Ognon – gmina we Francji, w regionie Hauts-de-France, w departamencie Oise. W 2016 roku liczba ludności wynosiła 755 mieszkańców. 
Gmina została utworzona 1 stycznia 2019 roku z połączenia dwóch ówczesnych gmin: Ognon oraz Villers-Saint-Frambourg. Siedzibą gminy została miejscowość Villers-Saint-Frambourg. 